# Thomas Grey, II conte di Stamford

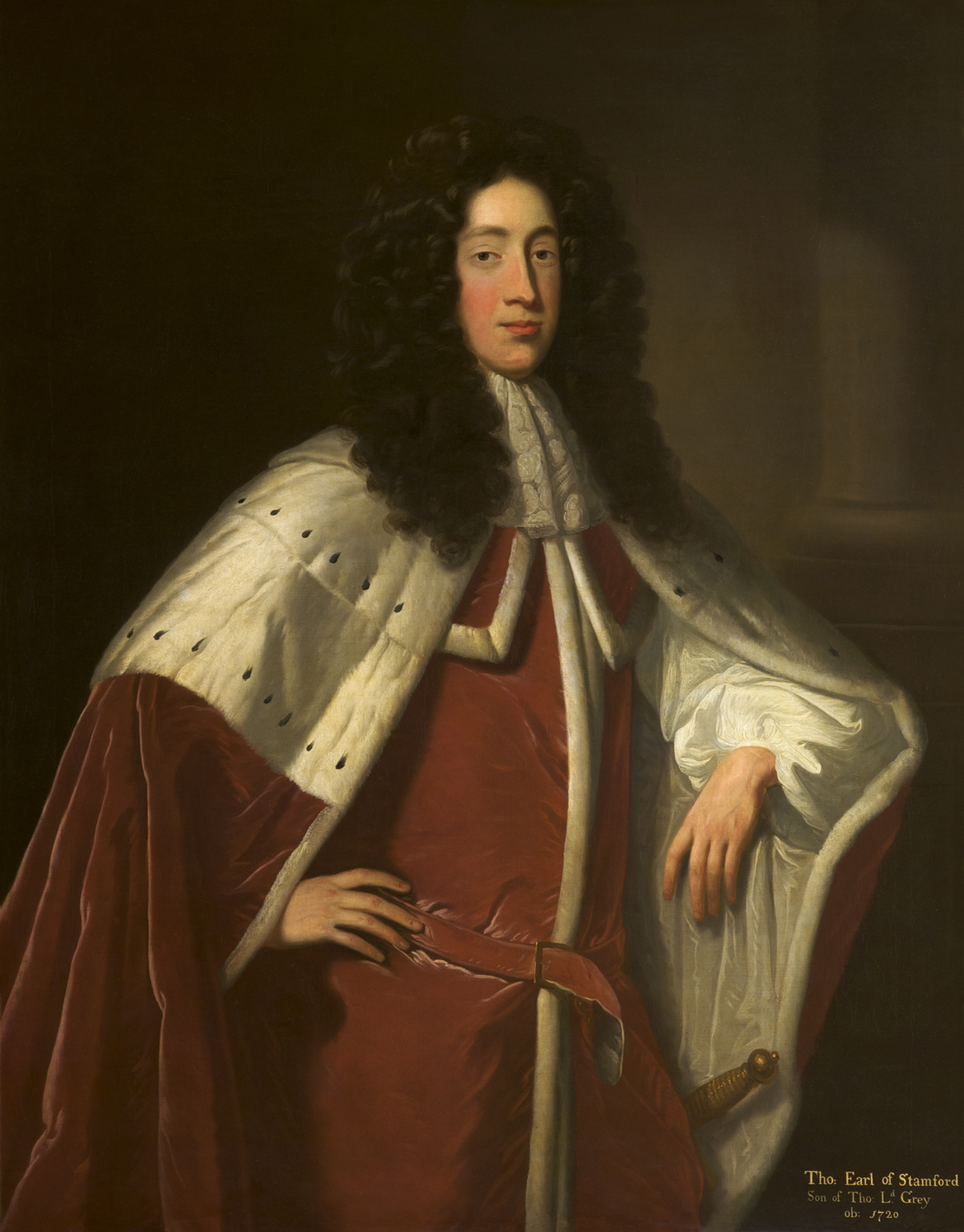
Ritratto di Thomas Grey

Thomas Grey (1654 – 31 gennaio 1720) è stato un nobile e politico britannico.

## Biografia
Era l'unico figlio di Thomas, Lord Grey di Groby e di Lady Dorothy Bourchier, figlia di Edward Bourchier, IV conte di Bath.
Ereditò il titolo di conte di Stamford dal nonno Henry Grey.
Prese parte alle azioni contro il dispotismo di Carlo II d'Inghilterra venendo arrestato nel luglio 1685; dopo il suo rilascio prese le armi per conto di Guglielmo di Orange. Dopo la sua ascesa al trono, Grey venne fatto Consigliere Privato (1694) e Lord luogotenente del Dorset (1696).
Politicamente Grey era un impenitente Whig che ribadì di credere nel Complotto papale votando contro la mozione di togliere i diritti a William Howard, I visconte Stafford.
Nel 1697 divenne Cancelliere del Ducato di Lancaster e nel 1699 Ministro del Commercio, essendosi dimesso dall'incarico con l'ascesa di Anna di Gran Bretagna nel 1702. Dal 1707 al 1711, tuttavia, egli fu di nuovo ministro del Commercio.
Con la sua morte senza eredi, il suo titolo e le proprietà nel Leicestershire passarono al primo cugino Harry Grey (1685–1739).

## Ascendenza
|                                    |                                      |                                               | Genitori                                    |  |  | Nonni |  |  | Bisnonni  |  |  | Trisnonni                          |  |
|                                    |                                      |                                               |                                             |  |  |       |  |  | John Grey |  |  | Henry Grey, I barone Grey di Groby |  |
|                                    |                                      |                                               |                                             |  |  |       |  |  | John Grey |  |  | Henry Grey, I barone Grey di Groby |  |
|                                    |                                      | Anne Windsor                                  |                                             |  |  |       |  |  | John Grey |  |  |                                    |  |
| Henry Grey, I conte di Stamford    |                                      |                                               |                                             |  |  |       |  |  | John Grey |  |  |                                    |  |
|                                    |                                      | Elizabeth Nevill                              | Edward Nevill, VIII barone Bergavenny       |  |  |       |  |  |           |  |  |                                    |  |
|                                    |                                      | Elizabeth Nevill                              | Edward Nevill, VIII barone Bergavenny       |  |  |       |  |  |           |  |  |                                    |  |
|                                    |                                      | Elizabeth Nevill                              | Rachel Lennard                              |  |  |       |  |  |           |  |  |                                    |  |
| Thomas Grey, lord Grey di Groby    |                                      | Elizabeth Nevill                              |                                             |  |  |       |  |  |           |  |  |                                    |  |
|                                    |                                      | William Cecil, II conte di Exeter             | Thomas Cecil, I conte di Exeter             |  |  |       |  |  |           |  |  |                                    |  |
|                                    |                                      | William Cecil, II conte di Exeter             | Thomas Cecil, I conte di Exeter             |  |  |       |  |  |           |  |  |                                    |  |
|                                    |                                      | William Cecil, II conte di Exeter             | Dorothy Neville                             |  |  |       |  |  |           |  |  |                                    |  |
| Anne Cecil                         |                                      | William Cecil, II conte di Exeter             |                                             |  |  |       |  |  |           |  |  |                                    |  |
|                                    |                                      | Elizabeth Drury                               | William Drury                               |  |  |       |  |  |           |  |  |                                    |  |
|                                    |                                      | Elizabeth Drury                               | William Drury                               |  |  |       |  |  |           |  |  |                                    |  |
|                                    |                                      | Elizabeth Drury                               | Elizabeth Stafford                          |  |  |       |  |  |           |  |  |                                    |  |
| Thomas Grey, II conte di Stamford  |                                      | Elizabeth Drury                               |                                             |  |  |       |  |  |           |  |  |                                    |  |
|                                    | William Bourchier, III conte di Bath | John Bourchier, lord FitzWarin                |                                             |  |  |       |  |  |           |  |  |                                    |  |
|                                    | William Bourchier, III conte di Bath | John Bourchier, lord FitzWarin                |                                             |  |  |       |  |  |           |  |  |                                    |  |
|                                    | William Bourchier, III conte di Bath | Frances Kitson                                |                                             |  |  |       |  |  |           |  |  |                                    |  |
| Edward Bourchier, IV conte di Bath | William Bourchier, III conte di Bath |                                               |                                             |  |  |       |  |  |           |  |  |                                    |  |
|                                    |                                      | Elizabeth Russell                             | Francis Russell, II conte di Bedford        |  |  |       |  |  |           |  |  |                                    |  |
|                                    |                                      | Elizabeth Russell                             | Francis Russell, II conte di Bedford        |  |  |       |  |  |           |  |  |                                    |  |
|                                    |                                      | Elizabeth Russell                             | Margaret St. John                           |  |  |       |  |  |           |  |  |                                    |  |
| Dorothy Bourchier                  |                                      | Elizabeth Russell                             |                                             |  |  |       |  |  |           |  |  |                                    |  |
|                                    |                                      | Oliver St. John, III barone St John di Bletso | Oliver St. John, I barone St John di Bletso |  |  |       |  |  |           |  |  |                                    |  |
|                                    |                                      | Oliver St. John, III barone St John di Bletso | Oliver St. John, I barone St John di Bletso |  |  |       |  |  |           |  |  |                                    |  |
|                                    |                                      | Oliver St. John, III barone St John di Bletso | Agnes Fisher                                |  |  |       |  |  |           |  |  |                                    |  |
| Dorothy St. John                   |                                      | Oliver St. John, III barone St John di Bletso |                                             |  |  |       |  |  |           |  |  |                                    |  |
|                                    |                                      | Dorothy Read                                  | John Read                                   |  |  |       |  |  |           |  |  |                                    |  |
|                                    |                                      | Dorothy Read                                  | John Read                                   |  |  |       |  |  |           |  |  |                                    |  |
|                                    |                                      | Dorothy Read                                  | Margaret Pauncefoot                         |  |  |       |  |  |           |  |  |                                    |  |
|                                    |                                      | Dorothy Read                                  |                                             |  |  |       |  |  |           |  |  |                                    |  |